# Amandine Allou Affoue
Amandine Allou Affoue, född 29 augusti 1980, är en friidrottare från Elfenbenskusten. Hon deltog vid olympiska sommarspelen 2000.